# Puig de la Mireta
El Puig de la Mireta és una muntanya de 362 metres que es troba a Les Gunyoles, al municipi d'Avinyonet del Penedès, a la comarca de l'Alt Penedès.

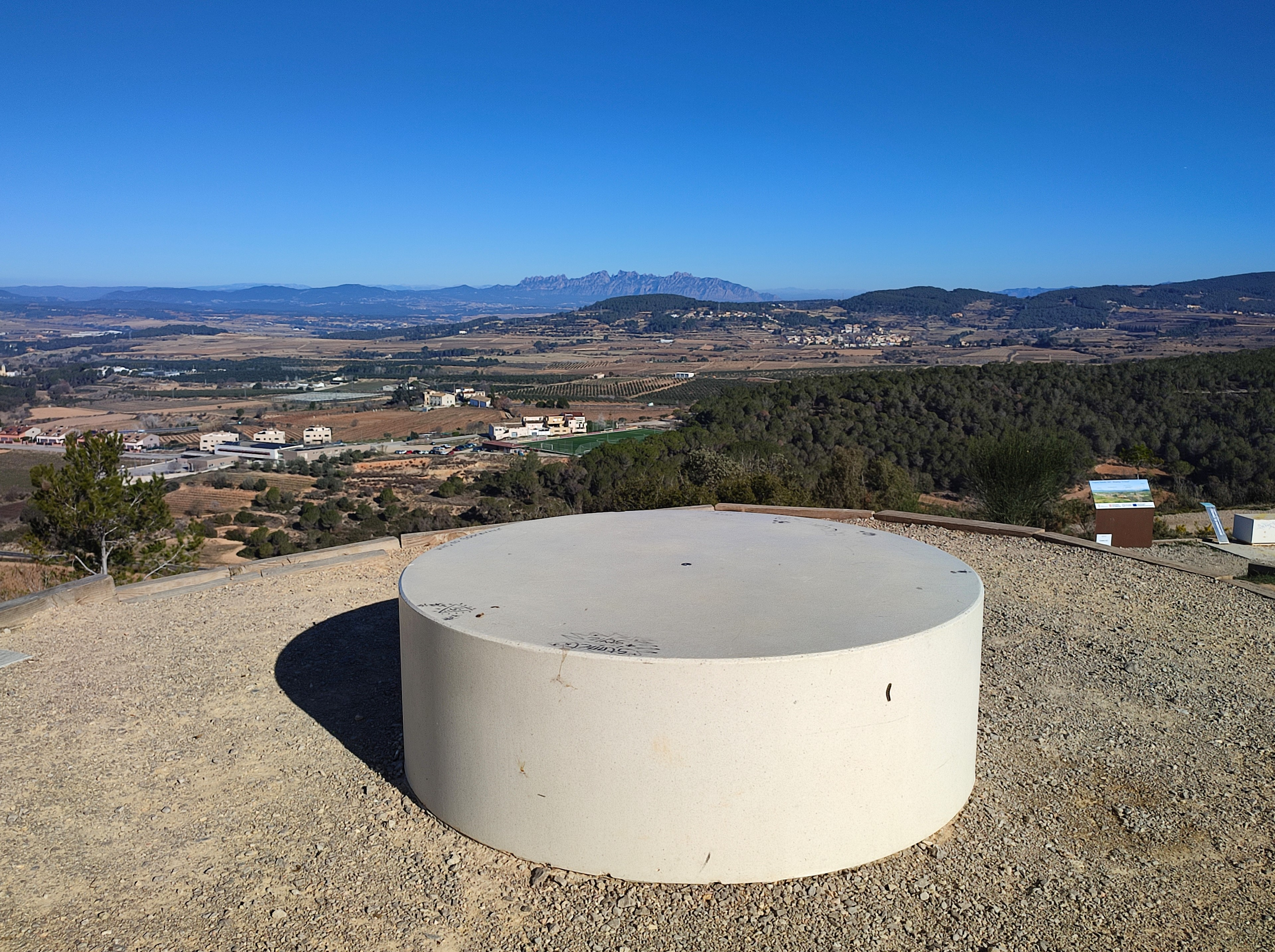
Vista des del mirador

El 2014 s'hi construí al cim un mirador, anomenat Circell de Les Gunyoles, el primer dels 5 que conformen l'itinerari Miravinya, una ruta per descobrir la geografia, la natura, la cultura i la història del paisatge del vi del Penedès. El mirador consisteix en un camí que puja en espiral, d'aquí el nom de Circell, que finalitza en un pla trapezoidal inclinat, i ofereix una visió del paisatge de 360°. A l'últim tram del camí hi ha reproduït en ferro un fragment del poema 'Setembre' de Miquel Martí i Pol:
| «                              | Com si fos un emblema, pel setembre comença la verema i el pinyol d'or convida a renovar la força de la vida. | » |
| — Miquel Martí i Pol, Setembre | |   |

Per Nadal, el cim es decora amb un gegantí arbre de Nadal de llums i colors.